# Ata Demirer
Ata Demirer (né le 6 juillet 1972 à Bursa en Turquie) est un  acteur, scénariste, humoriste et chanteur turc.

## Biographie
En 1991, Ata Demirer s'inscrit aux cours de musique turque au conservatoire national de l'université technique d'Istanbul. Il commence sa carrière au théâtre par la pièce intitulée Komik Par en 1995. La même année, il devient professionnel sur les encouragements d’Uğur Yücel qui a fondé Ege Kumpanya.

## Filmographie partielle

### Comme acteur

#### Cinéma
- 2003 : Vizontele Tuuba : Telekutucu
- 2003 : Neredesin Firuze : Hamit Hayran
- 2006 : Kısık Ateşte 15 Dakika : Güngör
- 2008 : Osmanlı Cumhuriyeti : Padişah 7. Osman
- 2010 : Eyyvah Eyvah : Klarnetçi Hüseyin Badem
- 2011 : Eyyvah Eyvah 2 : Klarnetçi Hüseyin Badem
- 2012 : Berlin Kaplani d'Hakan Algül : Ayhan Kaplan
- 2014 : Eyyvah Eyvah 3 : Klarnetçi Hüseyin Badem
- 2018 : Hedefim Sensin : Zekeriya Tastan
- 2019 : Organize Isler: Sazan Sarmali : Konuk Oyuncu
- 2023 : Le Chant du rossignol (Bursa Bülbülü) : Cengiz

#### Télévision
- 2001-2004 : Tatlı Hayat (série télévisée) : Koruma Zubuti
- 2004-2009 : Avrupa Yakası (série télévisée) : Volkan Sütçüoğlu
- 2011 : İstanbul'un Altınları
- 2019 : Jet Sosyete (série télévisée; 1 épisode) : Volkan Sütçüoglu

#### Vidéos
- 2005 : Tek Kisilik Dev Kadro d'Ali Taner Baltaci : lui-même

### Comme scénariste
- 2010 : Eyyvah Eyvah
- 2011 : Eyyvah Eyvah 2
- 2012 : Berlin Kaplani d'Hakan Algül
- 2014 : Eyyvah Eyvah 3
- 2018 : Hedefim Sensin : Zekeriya Tastan
- 2023 : Le Chant du rossignol (Bursa Bülbülü)